# Oblast Kuban

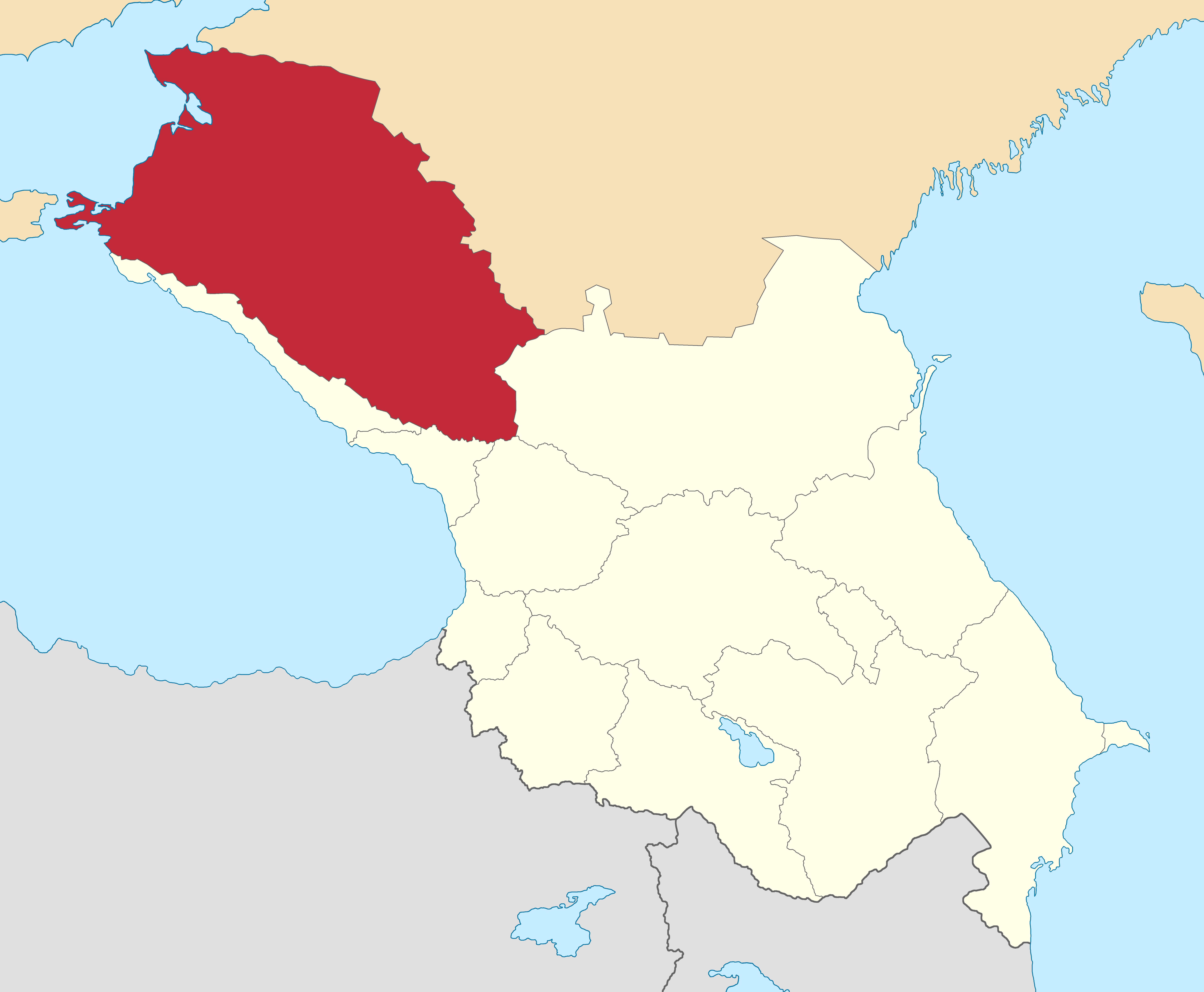
Lage der Oblast Kuban innerhalb des Generalgouvernements Kaukasus

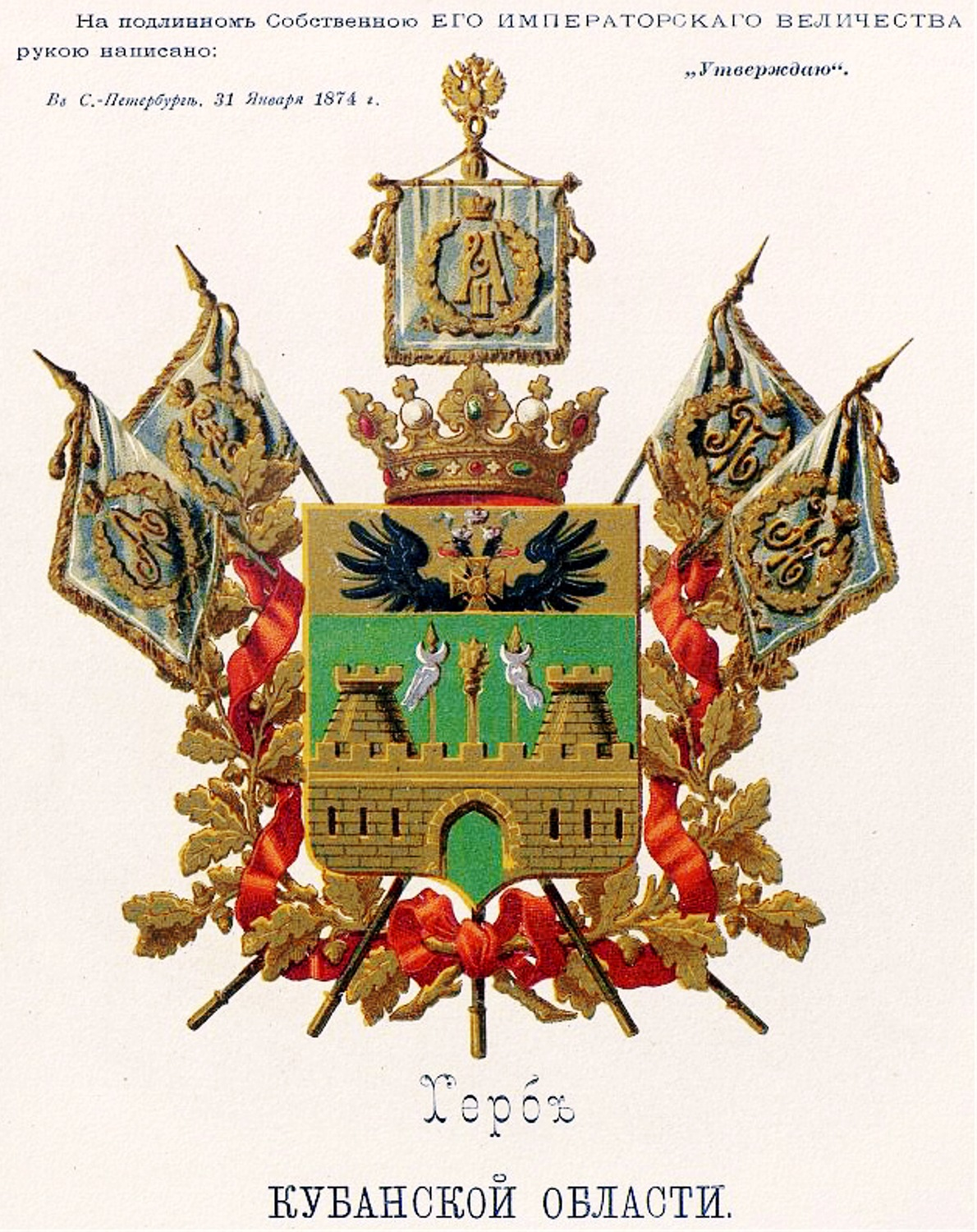
Wappen

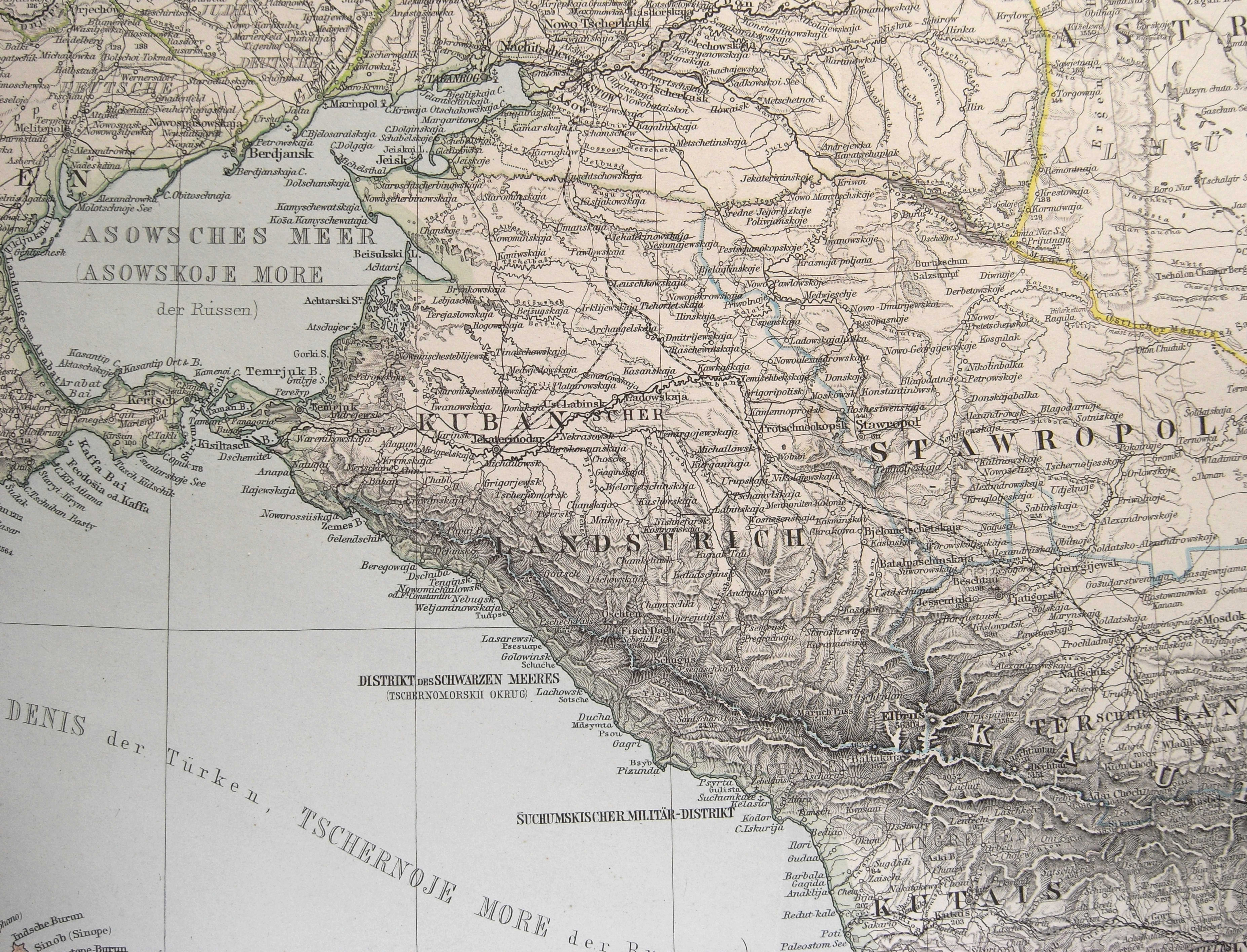
Karte des Kuban-Gebietes (als „Kubanscher Landstrich“ bezeichnet)

Die Oblast Kuban (Кубанская область) war eine Verwaltungseinheit des Russischen Reiches im ciskaukasischen Bereich des Generalgouvernements Kaukasus. Sie bestand von 1860 bis 1920. Hauptstadt war Jekaterinodar, das heutige Krasnodar.

## Geschichte
Die Oblast Kuban wurde 1860 gegründet. 1896 wurde der Schwarzmeer-Okrug mit der Hauptstadt Noworossijsk als neues Gouvernement Schwarzmeer aus der Oblast Kuban ausgegliedert. Im Zuge der Neuordnung der Kaukasusgebiete nach dem Russischen Bürgerkrieg wurde die Oblast am 7. Dezember 1920 mit dem Gouvernement Schwarzmeer zur Oblast Kuban-Schwarzmeer vereinigt.

## Geographie
Die Oblast Kuban umfasste zum Zeitpunkt der ersten russischen Volkszählung 1897 94.376 km² (davon 1.948,5 km² Wasserfläche) und zählte 1.918.881 Einwohner (ca. 20/km²).
Nach heutigen Begriffen umfasste sie ungefähr die Republiken Adygeja und Karatschai-Tscherkessien sowie die Region Krasnodar. Sie war nach dem Fluss Kuban benannt und entsprach geographisch in etwa dem Kuban-Gebiet.
Sie grenzte im Norden an das Don-Gebiet, im Osten an das Gouvernement Stawropol und die Oblast Terek, im Süden an das Gouvernement Kutais und im Südwesten an das 1896 abgespaltene Schwarzmeer-Gouvernement und das Schwarze Meer.
Das Gebiet zerfiel in die folgenden Abteilungen (Otdel):
- Jekaterinodar (heute Krasnodar)
- Batalpaschinsk (heute Tscherkessk)
- Jeisk
- Kaukasus (Hauptstadt Tichorezk)
- Laba (Hauptstadt Armawir)
- Maikop
- Temrjuk

## Bevölkerung
Nach der Volkszählung von 1897 bestand die Bevölkerung aus 908.818 Ukrainern, 816.734 Russen (einschließlich der Kubankosaken), außerdem aus 38.488 Tscherkessen, 26.877 Karatschaiern, 20.778 Deutschen, 20.137 Griechen, 14.340 Kabardinern,  13.926 Armeniern und 12.481 Abchasen. Die Mehrheit der Bevölkerung war nach dieser Volkszählung Russisch-Orthodox, wobei die Kosaken unter einer eigenen Eparchie standen, ferner gab es 54.790 nichtorthodoxe Christen, 23.195 Raskolniki, 103.313 Muslime, 4796 Israeliten und 327 Heiden.